# Nate Thurmond
Nathaniel Thurmond (Akron, 25 juli 1941 - San Francisco, 16 juli 2016) was een Amerikaans basketballer.

## Carrière
Thurmond speelde van 1960 tot 1963 collegebasketbal voor de Bowling Green Falcons. In 1963 werd hij als derde gekozen in de NBA draft door de San Francisco Warriors achter Tom Thacker (territorial pick), Art Heyman en Rod Thorn. Hij speelde acht seizoenen voor de San Francisco Warriors voordat ze hun naam veranderden in de Golden State Warriors en speelde nadien nog drie seizoenen voor hen. Bij de Warriors speelde hij naast in zijn rookie-seizoen met Wilt Chamberlain onder andere met Rick Barry. 
In september 1974 werd hij geruild naar de Chicago Bulls voor Clifford Ray en een draftpick. Hij speelde anderhalf seizoen voor de Bulls voordat hij in november 1975 geruild werd samen met Rowland Garrett naar de Cleveland Cavaliers voor Eric Fernsten en Steve Patterson. Hij speelde nog anderhalf seizoen voor hen en stopte nadien zijn spelerscarrière. 
Na zijn spelerscarrière werd hij in 1985 opgenomen in de Basketball Hall of Fame en nadien in de NBA's 50th Anniversary All-Time Team en NBA 75th Anniversary Team. 

## Erelijst
- NBA All-Rookie First Team: 1964
- NBA All-Star: 1965, 1966, 1967, 1968, 1970, 1973, 1974
- NBA All-Defensive First Team: 1969, 1971
- NBA All-Defensive Second Team: 1972, 1973, 1974
- NBA's 50th Anniversary All-Time Team
- NBA 75th Anniversary Team
- Nummer 42 teruggetrokken door de Golden State Warriors
- Nummer 42 teruggetrokken door de Cleveland Cavaliers
- Basketball Hall of Fame: 1985
- College Basketball Hall of Fame: 2006

## Statistieken

### Regulier seizoen
| Seizoen      | Team                   | WG  | WS | MPW  | 2P%  | 3P% | FW%  | RPW  | APW | SPW | BPW | PPW  |
| ------------ | ---------------------- | --- | -- | ---- | ---- | --- | ---- | ---- | --- | --- | --- | ---- |
| 1963/64      | San Francisco Warriors | 76  | —  | 25,9 | 39,5 | —   | 54,9 | 10,4 | 1,1 | —   | —   | 7,0  |
| 1964/65      | San Francisco Warriors | 77  | —  | 41,2 | 41,9 | —   | 65,8 | 18,1 | 2,0 | —   | —   | 16,5 |
| 1965/66      | San Francisco Warriors | 73  | —  | 39,6 | 40,6 | —   | 65,4 | 18,0 | 1,5 | —   | —   | 16,3 |
| 1966/67      | San Francisco Warriors | 65  | —  | 42,5 | 43,7 | —   | 62,9 | 21,3 | 2,6 | —   | —   | 18,7 |
| 1967/68      | San Francisco Warriors | 51  | —  | 43,6 | 41,1 | —   | 64,4 | 22,0 | 4,2 | —   | —   | 20,5 |
| 1968/69      | San Francisco Warriors | 71  | —  | 45,2 | 41,0 | —   | 61,5 | 19,7 | 3,6 | —   | —   | 21,5 |
| 1969/70      | San Francisco Warriors | 43  | —  | 44,6 | 41,4 | —   | 75,4 | 17,7 | 3,5 | —   | —   | 21,9 |
| 1970/71      | San Francisco Warriors | 82  | —  | 40,9 | 44,5 | —   | 73,0 | 13,8 | 3,1 | —   | —   | 20,0 |
| 1971/72      | Golden State Warriors  | 78  | —  | 43,1 | 43,2 | —   | 74,3 | 16,1 | 2,9 | —   | —   | 21,4 |
| 1972/73      | Golden State Warriors  | 79  | —  | 43,3 | 44,6 | —   | 71,8 | 17,1 | 3,5 | —   | —   | 17,1 |
| 1973/74      | Golden State Warriors  | 62  | —  | 39,7 | 44,4 | —   | 66,6 | 14,2 | 2,7 | 0,7 | 2,9 | 13,0 |
| 1974/75      | Chicago Bulls          | 80  | —  | 34,5 | 36,4 | —   | 58,9 | 11,3 | 4,1 | 0,6 | 2,4 | 7,9  |
| 1975/76      | Chicago Bulls          | 13  | —  | 20,0 | 44,4 | —   | 44,4 | 5,5  | 2,0 | 0,3 | 0,9 | 3,7  |
| 1975/76      | Cleveland Cavaliers    | 65  | —  | 17,4 | 41,8 | —   | 51,4 | 5,3  | 1,0 | 0,3 | 1,3 | 4,6  |
| 1976/77      | Cleveland Cavaliers    | 49  | —  | 20,3 | 40,7 | —   | 64,2 | 7,6  | 1,7 | 0,3 | 1,7 | 5,5  |
| Carrière     | Carrière               | 964 | —  | 37,2 | 42,1 | —   | 66,7 | 15,0 | 2,7 | 0,5 | 2,1 | 15,0 |
| NBA All-Star | NBA All-Star           | 5   | 2  | 20,8 | 326, | —   | 37,5 | 8,8  | 0,4 | 0,0 | 0,0 | 6,2  |

### Play-offs
| Seizoen  | Team                   | WG | WS | MPW  | 2P%  | 3P% | FW%  | RPW  | APW | SPW | BPW | PPW  |
| -------- | ---------------------- | -- | -- | ---- | ---- | --- | ---- | ---- | --- | --- | --- | ---- |
| 1963/64  | San Francisco Warriors | 12 | —  | 34,2 | 43,8 | —   | 67,9 | 12,3 | 0,8 | —   | —   | 10,0 |
| 1966/67  | San Francisco Warriors | 15 | —  | 46,0 | 43,3 | —   | 57,1 | 23,1 | 3,1 | —   | —   | 15,9 |
| 1968/69  | San Francisco Warriors | 6  | —  | 43,8 | 39,2 | —   | 58,8 | 19,5 | 4,7 | —   | —   | 16,7 |
| 1970/71  | San Francisco Warriors | 5  | —  | 38,4 | 37,1 | —   | 80,0 | 10,2 | 3,0 | —   | —   | 17,6 |
| 1971/72  | Golden State Warriors  | 5  | —  | 46,0 | 43,4 | —   | 75,0 | 17,8 | 5,2 | —   | —   | 25,4 |
| 1972/73  | Golden State Warriors  | 11 | —  | 41,8 | 39,8 | —   | 80,0 | 13,2 | 3,6 | —   | —   | 14,5 |
| 1974/75  | Chicago Bulls          | 13 | —  | 19,5 | 36,8 | —   | 48,6 | 6,7  | 2,4 | 0,4 | 1,6 | 3,5  |
| 1975/76  | Cleveland Cavaliers    | 13 | —  | 28,8 | 46,8 | —   | 40,6 | 9,0  | 2,2 | 0,5 | 2,2 | 6,7  |
| 1976/77  | Cleveland Cavaliers    | 1  | —  | 1,0  | —    | —   | —    | 1,0  | 0,0 | 0,0 | 1,0 | 0,0  |
| Carrière | Carrière               | 81 | —  | 35,5 | 41,6 | —   | 62,1 | 13,6 | 2,8 | 0,4 | 1,9 | 11,9 |